# Lingtai
Der Kreis Lingtai (chinesisch 灵台县, Pinyin Língtái Xiàn) gehört zum Verwaltungsgebiet der bezirksfreien Stadt Pingliang in der chinesischen Provinz Gansu. Er hat eine Fläche von 1.982 km² und zählt 184.800 Einwohner (Stand: Ende 2018). Sein Hauptort ist die Großgemeinde Zhongtai (中台镇).